# Jaime Marqués Olarreaga
Jaime Marques Olarreaga (Madrid, 1968) és un director de cinema espanyol. Va estudiar imatge i so i ha treballat en el desenvolupament de guions per a cinema i televisió. El 1996 va escriure el guió de la pel·lícula Adiós, tiburón, protagonitzada per Josema Yuste i el 1997 va dirigir el seu primer curtmetratge, Abierto (El eco del tiempo). El 1998 va dirigir el seu segon curtmetratge, El paraíso perdido, protagonitzat per Pilar López de Ayala i Sergio Peris-Mencheta, i amb el qual fou nominat al Goya al millor curtmetratge de ficció i premiat al Festival de Joves Realitzadors de Granada.
El 2007 va dirigir el seu primer i únic llargmetratge, Ladrones, del qual també en va ser guionista, i que va guanyar diversos premis al Festival de Màlaga. El 2011 va escriure el guió d' Intruders de Juan Carlos Fresnadillo i pel 2020 el de Malnazidos, d'Alberto de Toro i Javier Ruiz Caldera.
També ha escrit els contes Milagro en el suburbio i Perfecto, que han estat premiats als concursos NH i Morón de la Frontera. El diari La Razón va publicar el seu relat No es nieve.